# Liste der Biografien/Korf
Liste der Biografien |
Portal Biografien |
Personensuche
# |
A |
B |
C |
D |
E |
F |
G |
H |
I |
J |
K |
L |
M |
N |
O |
P |
Q |
R |
S |
T |
U |
V |
W |
X |
Y |
Z |
?
 
Ka |
Kb |
Kc |
Kd |
Ke |
Kf |
Kg |
Kh |
Ki |
Kj |
Kl |
Km |
Kn |
Ko |
Kp |
Kr |
Ks |
Kt |
Ku |
Kv |
Kw |
Ky |
Kx |
Kz
 
Koa |
Kob |
Koc |
Kod |
Koe |
Kof |
Kog |
Koh |
Koi |
Koj |
Kok |
Kol |
Kom |
Kon |
Koo |
Kop |
Kor |
Kos |
Kot |
Kou |
Kov |
Kow |
Kox |
Koy |
Koz
 
Kora |
Korb |
Korc |
Kord |
Kore |
Korf |
Korg |
Korh |
Kori |
Korj |
Kork |
Korl |
Korm |
Korn |
Koro |
Korp |
Korr |
Kors |
Kort |
Koru |
Korv |
Korw |
Kory |
Korz
Die Liste der Biografien führt alle Personen auf, die in der deutschsprachigen Wikipedia einen Artikel haben. Dieses ist eine Teilliste mit 106 Einträgen von Personen, deren Namen mit den Buchstaben „Korf“ beginnt.

## Korf
- Korf, Horst-Werner (* 1952), deutscher Anatom und Hochschullehrer
- Korf, Mia (* 1965), US-amerikanische Schauspielerin
- Korf, Sascha (* 1968), deutscher Moderator, Komiker, Improvisationskünstler und SchauspielerSascha Korf (* 1968)

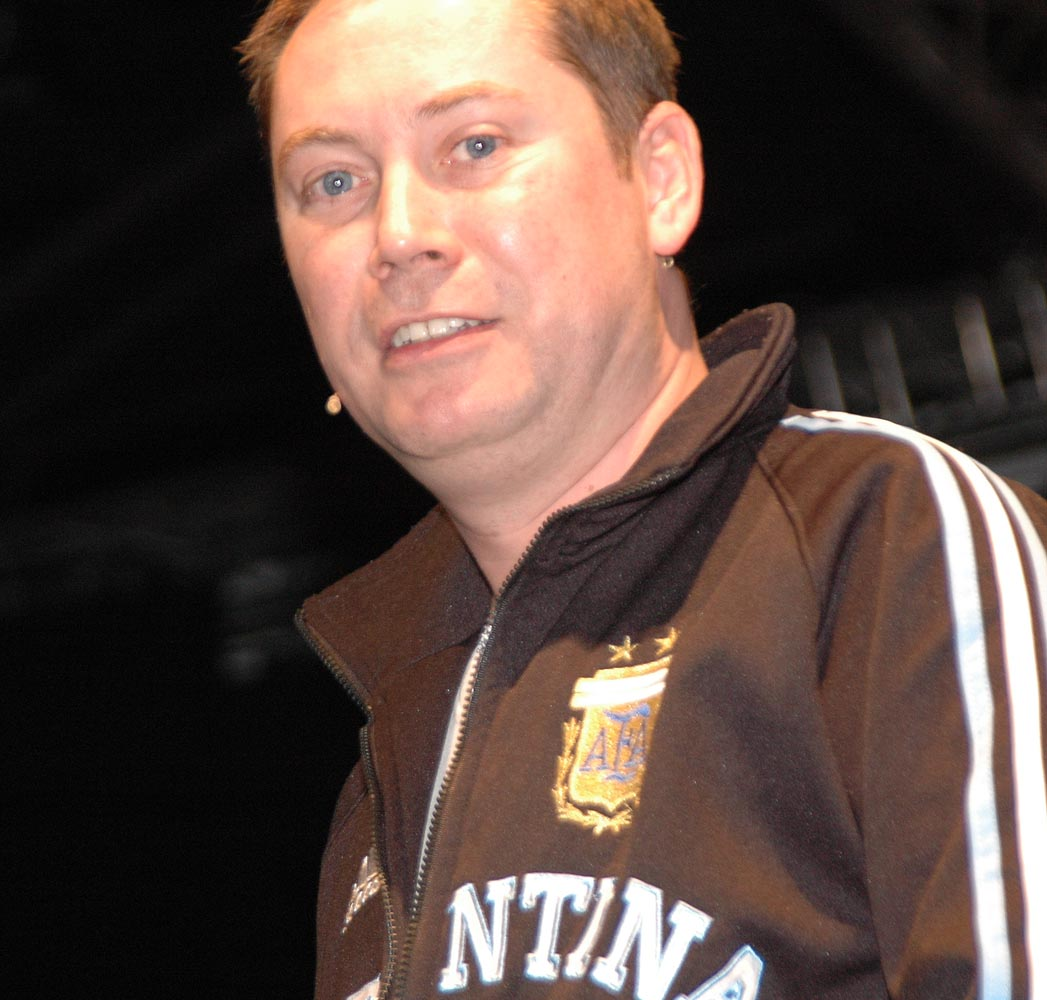
Sascha Korf (* 1968)

- Korf, Willy (1929–1990), deutscher Unternehmer

### Korfa
- Korfanta, Karen (* 1945), US-amerikanische Skirennläuferin
- Korfanty, Bronisław (* 1952), polnischer Politiker, Senator
- Korfanty, Wojciech (1873–1939), polnischer Nationalist, Politiker und Freischärler, MdR, polnischer Ministerpräsident, Mitglied des Sejm
- Korfas, John (* 1962), griechischer Basketballspieler

### Korfe
- Körfer, Hans (1910–1972), deutscher Sportjournalist und Fußballfunktionär
- Körfer, Karl (1856–1947), preußischer Landrat
- Körfer, Martin (1889–1968), deutscher Politiker (SPD), MdL
- Körfer, Reiner (* 1942), deutscher Herzchirurg
- Körfer, Valerie Sophie (* 1998), deutsche Schauspielerin
- Korfes, Georg Ludwig (1769–1810), braunschweigischer Artillerieoffizier
- Korfes, Otto (1889–1964), deutscher Generalmajor der Volkspolizei sowie Archivar

### Korff
- Korff gen. Schmising zu Tatenhausen, Caspar Heinrich Matthias von (1687–1765), Landdrost in Cloppenburg (1729 bis 1749)
- Korff gen. Schmising zu Tatenhausen, Clemens August von (1721–1787), Landdrost in Dülmen und Präsident der Hofkammer
- Korff gen. Schmising zu Tatenhausen, Franz Otto von (1719–1785), Landdrost in Cloppenburg und Kämmerer in Kurköln
- Korff gen. Schmising zu Tatenhausen, Friedrich Matthias von (1660–1727), Landdrost in Cloppenburg (1690 bis 1727)
- Korff gen. Schmising zu Tatenhausen, Heinrich von (1650–1716), Domherr in Münster
- Korff gen. Schmising, Bernhard († 1595), Domherr in Münster
- Korff gen. Schmising, Caspar († 1645), Domherr in Münster, Minden und Hildesheim
- Korff gen. Schmising, Clemens August Heinrich von (1749–1821), kurkölnischer Hofmarschall und Amtsdroste in Cloppenburg
- Korff gen. Schmising, Clemens August von (1777–1843), preußischer Kammerherr, Landrat und Domherr in Münster
- Korff gen. Schmising, Clemens von (1791–1864), preußischer Landrat
- Korff gen. Schmising, Friedrich Johann von (1625–1696), Präsident der Hofkammer im Hochstift Münster
- Korff gen. Schmising, Heinrich († 1494), Domherr in Münster
- Korff gen. Schmising, Hermann, Domherr in Münster
- Korff gen. Schmising, Johann, Domherr in Münster und Domdechant in Osnabrück
- Korff gen. Schmising, Johann Adolf von (1619–1678), Domherr in Münster
- Korff gen. Schmising, Kaspar Heinrich von (1616–1690), Drost zu Iburg und Deputierter der Ravensberger Ritterschaft
- Korff gen. Schmising, Klemens von (1834–1921), Landrat des Kreises Halle (1896–1911)
- Korff gen. Schmising, Matthias von (1620–1684), Diplomat und Berater des münsterischen Fürstbischofs
- Korff gen. Schmising, Maximilian Frederik Hendrik von (1779–1840), Landdrost in Cloppenburg
- Korff gen. Schmising, Maximilian von (1809–1861), preußischer Landrat
- Korff gen. Schmising, Otto, Domherr in Münster und Osnabrück
- Korff gen. Schmising, Otto († 1494), Domdechant in Münster
- Korff gen. Schmising, Otto Heinrich (1620–1664), Dompropst in Münster
- Korff gen. Schmising, Rotger († 1548), Domdechant, Domscholaster und Domherr in Münster
- Korff gen. Schmising, Wilbrand († 1557), Domherr in Münster
- Korff gen. Schmising-Kerssenbrock, Ferdinand von (1817–1891), preußischer Landrat des Kreis Beckum (1850–1873)
- Korff gen. Schmising-Kerssenbrock, Franz von (1781–1850), preußischer Landrat
- Korff gen. Schmising-Kerssenbrock, Friedrich von (1820–1889), preußischer Jurist und Landrat des Unterwesterwaldkreises
- Korff gen. Schmising-Kerssenbrock, Julia von (1790–1836), westfälische Gräfin
- Korff genannt Schmising, Kaspar Maximilian von (1751–1814), Domherr in Münster
- Korff gt. Schmising zu Tatenhausen, Dietrich Otto von (1651–1727), Geheimrat im Hochstift Münster
- Korff Schmising, Maria von (* 1975), deutsche Pflanzengenetikerin und Hochschullehrerin
- Korff zu Harkotten und Störmede, Francisca Lucia von (1722–1799), Äbtissin im Stift Freckenhorst
- Korff zu Harkotten, Benedikt Matthias von (1696–1753), Vertreter der Münsterschen Ritterschaft im Landtag
- Korff zu Harkotten, Friedrich Ferdinand von (1664–1721), Domküster und Priester im Dom zu Osnabrück
- Korff zu Harkotten, Hugo Gottfried von (1693–1726), Domherr und Propst in Osnabrück
- Korff zu Harkotten, Jobst Bernhard von (1621–1682), kurkölnischer Kämmerer und Oberst in der kaiserlichen Armee
- Korff zu Harkotten, Moritz Ferdinand von (1670–1716), Kaiserlicher Notar und Komtur des Deutschen Ordens
- Korff zu Harkotten, Wilhelm Heinrich von (1651–1703), Abgeordneter im Landtag des Hochstifts Münster
- Korff zu Sutthausen, Hedwig Christina Gertrud von (1640–1721), Äbtissin im Stift Freckenhorst
- Korff zu Waghorst, Hedwig von (1697–1767), Kanonissin im Kloster Quernheim
- Korff, André (* 1973), deutscher RadrennfahrerAndré Korff (* 1973)

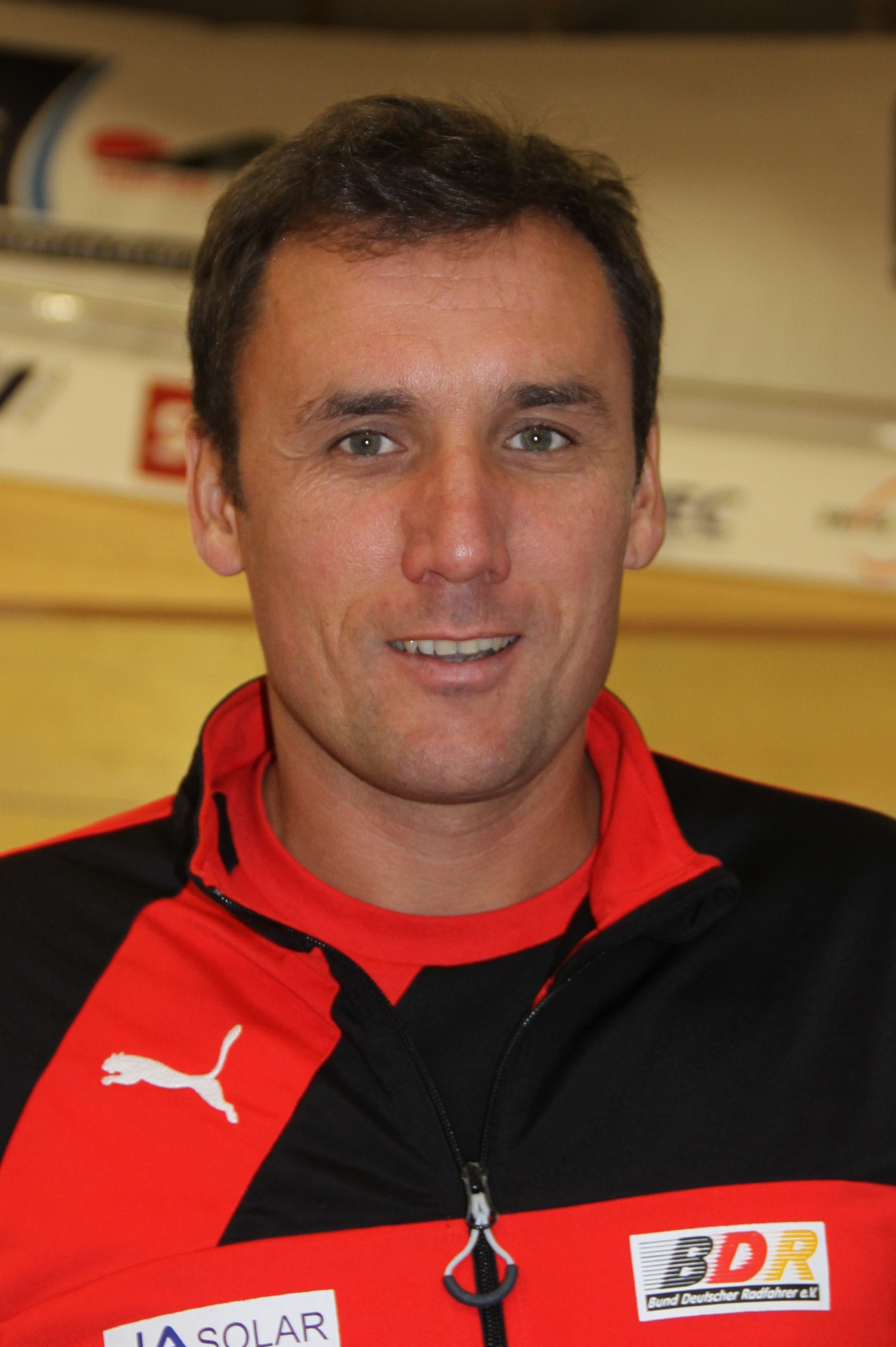
André Korff (* 1973)

- Korff, Andrei Nikolajewitsch (1831–1893), russischer General der Infanterie und Generalgouverneur des Amurgebietes
- Korff, Annemarie (1909–1976), deutsche Schauspielerin
- Korff, Arnold (1870–1944), österreichischer Schauspieler
- Korff, August Freiherr von (1880–1959), deutscher Landrat
- Korff, Emanuel von (1826–1903), preußischer Offizier und Reiseschriftsteller
- Korff, Freya von (* 1986), deutsche Schriftstellerin
- Korff, Friedrich Alexander von (1713–1786), preußischer Diplomat und Justizreformer
- Korff, Friedrich Anton Johann Nepomuk von (1775–1836), deutscher Kaufmann und Politiker
- Korff, Friedrich Bernard Hubert Freiherr von (1865–1928), deutscher Landrat
- Korff, Friedrich Nikolaus Georg von (1773–1823), russischer Generalleutnant
- Korff, Friedrich Wilhelm (* 1939), deutscher Philosoph und Schriftsteller
- Korff, Fritz von (* 1943), deutscher Brigadegeneral
- Korff, Gottfried (1942–2020), deutscher Volkskundler und Kulturwissenschaftler
- Korff, Gustav (1872–1934), deutscher Phytopathologe
- Korff, Hans Peter (1942–2025), deutscher Schauspieler und HörspielsprecherHans Peter Korff (1942–2025)

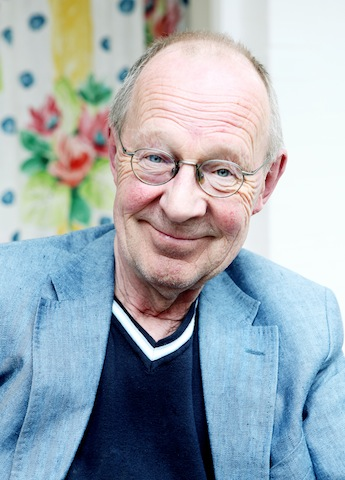
Hans Peter Korff (1942–2025)

- Korff, Heidenreich, Domherr in Münster
- Korff, Heinrich von (1792–1860), deutscher Regierungsbeamter
- Korff, Heinrich von (1868–1938), österreichischer Theater- und Filmregisseur, Dramaturg und Drehbuchautor beim deutschen Stummfilm
- Korff, Hermann August (1882–1963), deutscher Germanist und Literaturhistoriker
- Korff, Jens Jürgen (* 1960), deutscher Sachbuchautor
- Korff, Johann Albrecht von (1697–1766), russischer Diplomat und Präsident der Akademie der Wissenschaften
- Korff, Johann Henrich (1776–1831), Landwirt und Mitglied der Landstände der Landgrafschaft Hessen
- Korff, Karl von (1867–1956), deutscher Anatom und Histologe
- Korff, Klemens von (1804–1882), preußischer Landrat des Kreises Halle und Abgeordneter
- Korff, Kurt (1876–1938), Chefredakteur
- Korff, Modest Andrejewitsch von (1800–1876), russischer Staatsmann
- Korff, Modest Graf von (1909–1997), deutscher SS-Hauptsturmführer; Beamter
- Korff, Modest Modestowitsch von (1842–1933), Hofmarschall und Zeremonienmeister am russischen Zarenhof
- Korff, Nikolaus Friedrich von (1710–1766), russischer Militär
- Korff, Paul (1875–1945), deutscher ArchitektPaul Korff (1875–1945)

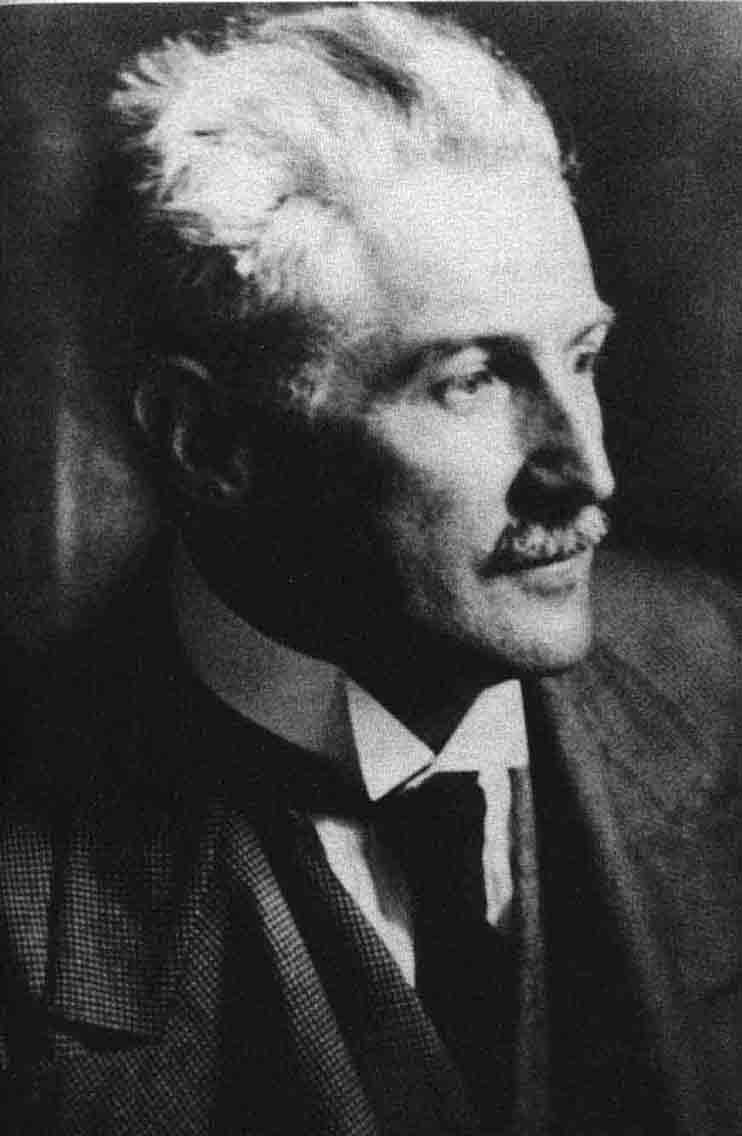
Paul Korff (1875–1945)

- Korff, Pawel Leopoldowitsch (1837–1913), russischer Großgrundbesitzer, Geheimrat und Amtsträger
- Korff, Peter Anton von (1787–1864), preußischer Generalleutnant
- Korff, Rainer (* 1955), deutscher Militär, Generalleutnant des Heeres
- Korff, Rüdiger (* 1954), deutscher Soziologe, Entwicklungsforscher und Südostasienwissenschaftler
- Korff, Werner (1911–1999), deutscher Eishockeyspieler
- Korff, Wilhelm (1901–1975), deutscher Politiker (GB), MdL Bayern
- Korff, Wilhelm (1926–2019), deutscher römisch-katholischer Geistlicher, Theologe und Sozialethiker
- Korff, Wilhelm August (1845–1914), deutscher Kaufmann
- Körffer, Günther (* 1954), deutsch-schwedischer Konditor

### Korfg
- Körfgen, Johann Wilhelm (1768–1829), Generalsekretär des Département de la Roer (1804–1814)
- Körfges, Hans-Willi (* 1954), deutscher Politiker (SPD), MdL

### Korfl
- Korflesch, Harald von (* 1962), deutscher Wirtschaftswissenschaftler und Hochschullehrer
- Korflür, Hanna (1925–1993), deutsche Bildhauerin, Illustratorin und Grafikerin

### Korfm
- Korfmacher, Hermann (* 1943), deutscher Präsident Sportfunktionär
- Korfmacher, Wilfried (* 1957), deutscher Designer und Diplom-Psychologe
- Korfmacher, Wilhelm (1787–1860), deutscher Orgelbauer
- Korfmann, Katrin (* 1971), deutsche Fotografin und bildende Künstlerin
- Korfmann, Manfred (1942–2005), deutscher Archäologe

### Korfu
- Korfu, Chaim (1921–2015), israelischer Politiker und Minister